# Guttavirus
Guttavirus és un gènere de virus d'ADN bicatenari que infecten el gènere Sulfolobus dels organismes Archaea. Espècie tipus: Sulfolobus virus SNDV.